# Metro ligero de Barranquilla
Metro ligero de Barranquilla es una línea de tren ligero planificada en la ciudad de Barranquilla, Colombia. La Fase I del Metro ligero de Barranquilla, atenderá una demanda de 101 000 pasajeros por el corredor de la Calle 30/Autopista al Aeropuerto. En un recorrido aproximado de 12 kilómetros a lo largo de 15 estaciones.
Usará energía  eléctrica renovable, con la consecuente reducción de CO2 y la contaminación auditiva significativamente reducida. Este sistema de transporte público masivo será uno de los pocos en Latinoamérica que conecte el aeropuerto con el centro de la ciudad.

## Fondo
En noviembre de 2018, el Ministerio de Hacienda y Crédito Público de Colombia aprobó un esquema de financiación de asociación público-privada para construir una línea de tren ligero de 12 km siguiendo la Calle 30/Autopista al Aeropuerto norte-sur que da servicio a 15 estaciones y que transporta aproximadamente 101,000 pasajeros por día.
El trabajo en este proyecto, que busca unir en un recorrido de 12 kilómetros, el centro de Barranquilla con el aeropuerto Ernesto Cortissoz, se concentra en los estudios de ingeniería y la revisión del modelo financiero.
La inversión en la obra es uno de $2 billones y la financiación será en un 70% privada y 30% pública, para ello se trabaja de manera conjunta con la Alcaldía y el Área Metropolitana de Barranquilla.

## Ruta
Se planea que la línea atraviese la Calle 30 y la Autopista al Aeropuerto, que une Barranquillita con el Aeropuerto Internacional Ernesto Cortissoz en el municipio de Soledad. La distancia entre estaciones será de unos 800 metros.
Se calcula que la puesta en funcionamiento del metro ligero permitirá reemplazar la circulación de unos 150 vehículos en cada trayecto, lo que redundará en mejoría de la movilidad y funcionaría de manera integrada con el Sistema de Transporte Masivo de Barranquilla, con una concesión a 27 años.